# Ryder Cup 2006
Ryder Cup 2006 var den 36. udgave af Ryder Cup, som er en holdkonkurrence i golf mellem USA og Europa. Turneringen foregik fra den 22. til den 24. september 2006 på The K Club i landsbyen Straffan i Irland. 
Europa var forsvarende mestre efter den rekordstore sejr på 18½ – 9½ i Ryder Cup 2004, og de forsvarede titlen med maner ved at gentage sejren på hjemmebane med samme cifre. Det var tredje sejr i træk til Europa, hvilket aldrig var sket før, og samtidig var det den største europæiske sejr på hjemmebane.
Europæerne vandt alle fem sessions, hvilket heller aldrig tidligere er sket.
| Ryder Cup 2006 | Europa              | USA             |
| -------------- | ------------------- | --------------- |
| Holdkaptajner  | Ian Woosnam         | Tom Lehman      |
| Vicekaptajner  | Peter Baker         | Corey Pavin     |
| Vicekaptajner  | Des Smyth           | Loren Roberts   |
| Spillere       | Henrik Stenson      | Tiger Woods     |
| Spillere       | Luke Donald         | Phil Mickelson  |
| Spillere       | Sergio García       | Jim Furyk       |
| Spillere       | David Howell        | Chad Campbell   |
| Spillere       | Colin Montgomerie   | David Toms      |
| Spillere       | Paul Casey          | Chris DiMarco   |
| Spillere       | Robert Karlsson     | Vaughn Taylor   |
| Spillere       | Padraig Harrington  | J.J. Henry      |
| Spillere       | Paul McGinley       | Zach Johnson    |
| Spillere       | José María Olazábal | Brett Wetterich |
| Spillere       | Darren Clarke*      | Stewart Cink*   |
| Spillere       | Lee Westwood*       | Scott Verplank* |

## Resultater
Det irske vejr var ikke Ryder Cup venligt stemt. Ugen op til matcherne var præget af regn og blæst, og natten til den 22. september passerede et stormvejr hen over Irland. Om morgene havde vinden dog lagt sig nok til at spillet kunne påbegyndes til tiden.

### Fredag, fourballs
Begge hold havde valgt at starte fredagens fourball-matcher med deres toppar. Amerikanerne stillede med Tiger Woods og Jim Furyk, mens Colin Montgomerie og Padraig Harrington repræsenterede europæerne i åbningsmatchen. Efter syv huller var Europa 1 up, men derefter vandt amerikanerne fire af de næste fem huller, og kom dermed 3 up. Efter gevinster på 14. og 16. hul fik Europa hentet de to, men matchen sluttede med sejr til USA på 1 hul.
Dagens anden match stod mellem Paul Casey og Robert Karlsson (Europa) og Stewart Cink / J.J. Henry (USA). Amerikanerne kom foran på 2. hul, som de vandt med en birdie, men derefter vandt europæerne fire af de næste syv huller, så de efter 9. hul førte 3 up. Men med sejre på 11., 12., 14. og 15. hul, heraf tre birdies af Ryder Cup-debutanten J.J. Henry, fik amerikanerne vendt matchen. Europa fik dog udlignet på 16. hul, og matchen sluttede dermed delt.
Den tredje match mellem Sergio García / José María Olazábal (Europa) og David Toms / Brett Wetterich (USA) blev en ensidig affære. Spanierne tog føringen allerede på 1. hul, og var herefter foran i hele matchen. Amerikanerne måtte opgive bagud med 3 huller efter 16. hul, så den europæiske sejr blev på 3 & 2.
I formiddagens sidste match sejrede de to europæiske wild card-spillere Darren Clarke og Lee Westwood over Phil Mickelson og Chris DiMarco med 1 hul. Det var en tæt match, hvor europæerne to gange var 1 up, men hvor amerikanerne i begge tilfælde fik udlignet. Da det for tredje gang lykkedes Europa at komme 1 up på 16. hul, kunne amerikanerne ikke svare igen, og dagens anden sejr til Europa var en kendsgerning.
| Match | Europa                               | USA                          | Vinder | Resultat | Detaljer |
| ----- | ------------------------------------ | ---------------------------- | ------ | -------- | -------- |
| 1     | Padraig Harrington Colin Montgomerie | Tiger Woods Jim Furyk        | USA    | 1 hul    | Detaljer |
| 2     | Paul Casey Robert Karlsson           | Stewart Cink J.J. Henry      |        | Delt     | Detaljer |
| 3     | Sergio García José María Olazábal    | David Toms Brett Wetterich   | Europa | 3 & 2    | Detaljer |
| 4     | Darren Clarke Lee Westwood           | Phil Mickelson Chris DiMarco | Europa | 1 hul    | Detaljer |
| Fredag, fourballs | Europa | 2½ – 1½ | USA |
| Samlet stilling   | Europa | 2½ – 1½ | USA |

### Fredag, foursomes
| Match | Europa                           | USA                          | Vinder | Resultat | Detaljer |
| ----- | -------------------------------- | ---------------------------- | ------ | -------- | -------- |
| 1     | Padraig Harrington Paul McGinley | Chad Campbell Zach Johnson   |        | Delt     | Detaljer |
| 2     | David Howell Henrik Stenson      | Stewart Cink David Toms      |        | Delt     | Detaljer |
| 3     | Lee Westwood Colin Montgomerie   | Phil Mickelson Chris DiMarco |        | Delt     | Detaljer |
| 4     | Luke Donald Sergio García        | Tiger Woods Jim Furyk        | Europa | 2 huller | Detaljer |
| Fredag, foursomes | Europa | 2½ – 1½ | USA |
| Samlet stilling   | Europa | 5 – 3   | USA |

### Lørdag, fourballs
| Match | Europa                            | USA                          | Vinder | Resultat | Detaljer |
| ----- | --------------------------------- | ---------------------------- | ------ | -------- | -------- |
| 1     | Paul Casey Robert Karlsson        | Stewart Cink J.J. Henry      |        | Delt     | Detaljer |
| 2     | Sergio García José María Olazábal | Phil Mickelson Chris DiMarco | Europa | 3 & 2    | Detaljer |
| 3     | Darren Clarke Lee Westwood        | Tiger Woods Jim Furyk        | Europa | 3 & 2    | Detaljer |
| 4     | Henrik Stenson Padraig Harrington | Scott Verplank Zach Johnson  | USA    | 2 & 1    | Detaljer |
| Lørdag, fourballs | Europa | 2½ – 1½ | USA |
| Samlet stilling   | Europa | 7½ – 4½ | USA |

### Lørdag, foursomes
| Match | Europa                           | USA                         | Vinder | Resultat | Detaljer |
| ----- | -------------------------------- | --------------------------- | ------ | -------- | -------- |
| 1     | Sergio García Luke Donald        | Phil Mickelson David Toms   | Europa | 2 & 1    | Detaljer |
| 2     | Colin Montgomerie Lee Westwood   | Chad Campbell Vaughn Taylor |        | Delt     | Detaljer |
| 3     | Paul Casey David Howell          | Stewart Cink Zach Johnson   | Europa | 5 & 4    | Detaljer |
| 4     | Padraig Harrington Paul McGinley | Jim Furyk Tiger Woods       | USA    | 3 & 2    | Detaljer |
| Lørdag, foursomes | Europa | 2½ – 1½ | USA |
| Samlet stilling   | Europa | 10 – 6  | USA |

### Søndag, singles
| Match | Europa              | USA             | Vinder | Resultat | Detaljer |
| ----- | ------------------- | --------------- | ------ | -------- | -------- |
| 1     | Colin Montgomerie   | David Toms      | Europa | 1 hul    | Detaljer |
| 2     | Sergio García       | Stewart Cink    | USA    | 4 & 3    | Detaljer |
| 3     | Paul Casey          | Jim Furyk       | Europa | 2 & 1    | Detaljer |
| 4     | Robert Karlsson     | Tiger Woods     | USA    | 3 & 2    | Detaljer |
| 5     | Luke Donald         | Chad Campbell   | Europa | 2 & 1    | Detaljer |
| 6     | Paul McGinley       | J.J. Henry      |        | Delt     | Detaljer |
| 7     | Darren Clarke       | Zach Johnson    | Europa | 3 & 2    | Detaljer |
| 8     | Henrik Stenson      | Vaughn Taylor   | Europa | 4 & 3    | Detaljer |
| 9     | David Howell        | Brett Wetterich | Europa | 5 & 4    | Detaljer |
| 10    | José María Olazábal | Phil Mickelson  | Europa | 2 & 1    | Detaljer |
| 11    | Lee Westwood        | Chris DiMarco   | Europa | 2 huller | Detaljer |
| 12    | Padraig Harrington  | Scott Verplank  | USA    | 4 & 3    | Detaljer |
| Singles      | Europa | 8½ – 3½  | USA |
| Slutresultat | Europa | 18½ – 9½ | USA |
| Sport | Spire Denne artikel om sport er en spire som bør udbygges. Du er velkommen til at hjælpe Wikipedia ved at udvide den. |

53°18′N 6°36′V / 53.3°N 6.6°V